# Tilt (Mecna, CoCo e Sangiovanni)
Tilt è un singolo dei rapper italiani Mecna e CoCo e del cantante italiano Sangiovanni, pubblicato l'11 marzo 2022 come unico estratto dalla riedizione dell'album in studio di Mecna e CoCo Bromance.

## Descrizione
Il brano vuole essere una hit che può "mandare in tilt la musica italiana" e gli stessi interpreti lo definiscono "dal sapore fresco e internazionale" con richiami a Justin Timberlake e Pharrell Williams.

## Video musicale
Il video musicale, diretto da Amedeo Zancanella, è stato pubblicato il 15 marzo 2022 sul canale Vevo-YouTube di Mecna.